# Opacchiasella
Opacchiasella, già Oppacchiasella (in sloveno Opatje Selo; in friulano Pacjasele), è un paese della Slovenia, frazione del comune di Merna-Castagnevizza. È sede di una delle 8 comunità locali in cui si suddivide il comune.

## Geografia fisica
Opacchiasella è situata sull'altopiano del Carso, a 170,4 metri s.l.m., ad est del vallone di Gorizia.

## Etimologia
Il nome della località, che significa "villaggio dell'abate", è dovuto al fatto che fu possedimento del monastero benedettino di San Giovanni in Tuba.

## Storia
Dopo la caduta dell'Impero romano d'Occidente, e la parentesi del Regno ostrogoto, a seguito della Guerra gotica (553) promossa dall'imperatore Giustiniano I il suo territorio entrò a far parte dei domini bizantini.

Dopo la calata, nel 568, attraverso la Valle del Vipacco nell'Italia settentrionale dei Longobardi, seguiti poi da popolazioni slave, entrò a far parte del Ducato del Friuli.
In seguito alla caduta del regno longobardo e alla sua inclusione nei domini Franchi da parte di Carlo Magno, nel 781 entrò nel Regnum Italiae affidato da Carlo al figlio Pipino; nell'803 venne istituita la Marchia Austriae et Italiae che comprendeva il Friuli, la Carinzia, la Carniola e l'Istria. Alla morte di Pipino nell'810, il territorio passò in mano al figlio Bernardo.

Con la morte di Carlo Magno nell'814 la carica imperiale passò a Ludovico I che affidò il Regno d'Italia al suo primogenito Lotario, il quale già nell'828 (dopo aver deposto Baldrico per non aver saputo difendere le frontiere orientali dagli Slavi) divise la parte orientale del Regno, ossia la Marca Orientale (o del Friuli), in quattro contee: Verona, Friuli, Carniola e Istria (comprendente il Carso e parte della Carniola interna).
In seguito al trattato di Verdun, nell'843, il suo territorio entrò a far parte della Lotaringia in mano a Lotario I e più specificatamente dall'846 della Marca del Friuli divenuta nel 951 Marca di Verona e Friuli.
Nel 952 l'imperatore Ottone I obbligò il re d'Italia Berengario II a rinunciare alle contee “Friuli et Istria”, unendole al Impero romano-germanico e subordinandole al Ducato di Baviera tenuto dal suo fratellastro Enrico I a cui successe il figlio Enrico II. Nel 976 passò al Ducato di Carinzia appena costituito dall'imperatore Ottone II.
Dal 1027 il suo territorio fece parte del Patriarcato di Aquileia, che da quell'anno venne proclamato da Corrado II, nella dieta di Verona, “feudo immediato dell'impero” , venendo così tolto dalla dipendenza dei duchi di Carinzia; nel 1077 il Patriarcato venne innalzato (e costituito dall'imperatore Enrico IV) a Principato ecclesiastico di Aquileia, che ebbe influenza, mediante apposito diploma emesso lo stesso anno dall'imperatore, anche sulla marca di Carniola e sulla contea dell'Istria (quest'ultima già dal 1040 avente lo status di Marchia et Comitatus Histriae, e dal 1070 ceduta dall'imperatore a Marquardo III di Eppenstein; Marquardo III, aveva sposato Edvige o Haldemud, figlia di Wilpurga e Variento, duca del Friuli e signore di Gorizia, dal quale ereditò le signorie isontine).
Dall'XI secolo comparvero sulle coste triestine i Duinati, una stirpe di guerrieri germanici, che si stabilirono nei resti della torre romana di Duino; vassalli del vescovo di Pola alla fine del XII secolo avevano terre e Castelli nel Carso tra i golfi di Trieste e di Fiume; inizialmente i rapporti tra i patriarchi e i cavalieri di Duino (vassalli dei primi) furono cordiali, ma successivamente i Duinati strinsero solidi rapporti con i potenti conti di Gorizia, divenendone capitani generali, che mal tolleravano l'influenza di Aquileia nella regione; specialmente Ugone II fu a fianco del conte Alberto di Gorizia in molte circostanze.

Il rapporto tra Duinati e i conti goriziani durò fino al 1337, quando i Duinati dopo essersi riavvicinati ai patriarchi, si allearono ai duchi d'Austria e cioè alla potente famiglia degli Asburgo; il passaggio di alleanza fu dovuto soprattutto all'esigenza di trovarsi un protettore più potente dalle insidie e dai pericoli rappresentati dalla forte ondata espansionista veneziana nell'Adriatico settentrionale che riprese vigore agli inizi del XIV secolo.

Nel 1366 gli Asburgo misero sotto la loro protezione i conti di Duino; la famiglia dei conti di Duino però si estinse nel 1395 con Ugo di Duino e la signoria passò all'Austria che ne investì i signori di Walsee. Duino, assieme ad altri feudi del Carso, fu ceduta alla Carniola nel 1524, a sua volta parte del Circolo austriaco del Sacro Romano Impero.
Con il trattato di Schönbrunn (1809) entrò a far parte delle Province Illiriche. Dopo il Congresso di Vienna del 1815 Oppachiasella (Opatjeselo o Opačjeselo) rientrò in mano austriaca nel Regno d'Illiria come comune catastale autonomo dapprima nel Distretto di Duino del Circolo d'Istria e successivamente nel Circolo di Gorizia Il comune comprendeva anche i vicini villaggi di Loquitza (Lokvica) e Novavilla (Novavas). Passò in seguito sotto il profilo amministrativo al Litorale austriaco nel 1849 sempre come comune autonomo, inglobando anche il comune catastale detto Vallone (Dol) dell'attuale comune di Doberdò del Lago, che includeva anche il Monte San Michele (Vrh Sveta Mihela), oggi nel comune di Savogna d'Isonzo.
Durante la prima guerra mondiale Opacchiasella si ritrovò in prima linea dopo la conquista di Gorizia, quando gli austroungarici si ritirarono ad est del vallone sospinti dall'avanzata nemica. Il 12 agosto 1916 gli scontri ripresero in questa parte del Carso e Brigata Regina del Regio Esercito Italiano conquistò l'abitato, ormai ridotto in macerie. Oppacchiasella rimase in mano italiana sino alla battaglia di Caporetto, quando le truppe furono fatte ritirare verso il Piave.
Completamente distrutto dagli eventi bellici, fu ricostruito nel dopoguerra secondo i canoni dell'architetto Max Fabiani e fu annesso al Regno d’Italia, venendo inquadrato nella Provincia del Friuli sempre come comune autonomo, rinominato Opacchiasella. Nel 1927 passò alla ricostituita Provincia di Gorizia ingrandendosi e assorbendo i comuni di Sella delle Trincee (Sela na Krasu) e Brestovizza in Valle (Brestovica pri Komnu). A questa data quindi comprendeva:
- il capoluogo, con i centri di Novavas/Novavilla (Nova Vas), Loquiza (Lokvica), Vallone (Dol), Vicentini;
- Monte San Michele/San Michele del Carso (Vrh sveta Mihaela), con il centro di Cotizzi (Cotiči);
- Sello/Sella delle Trincee (Sela), con il centro di Boscomalo (Hudilog);
- Brestovizza/Brestovizza in Valle (Brestovica), diviso nei due centri di Brestovizza in Valle/Brestovizza in Valle inferiore (Dolenja Brestovica) e Brestovizza in Monte/Brestovizza in Valle superiore (Gorenja Brestovica), con i centri di Clanz/Clanzi in Valle (Klanc) e Valle (Vale).[25][26]

Fu soggetto alla Zona d'operazioni del Litorale adriatico (OZAK) tra il settembre 1943 e il maggio 1945 e tra il giugno 1945 e il 1947, pur trovandosi a ovest della Linea Morgan, fece parte dell'enclave della Zona B (in mano a 2000 soldati dell'armata jugoslava) all'interno della Zona A della Venezia Giulia sotto il controllo Britannico-Americano del Governo Militare Alleato (AMG); passò poi alla Jugoslavia e quindi alla Slovenia.

## Monumenti

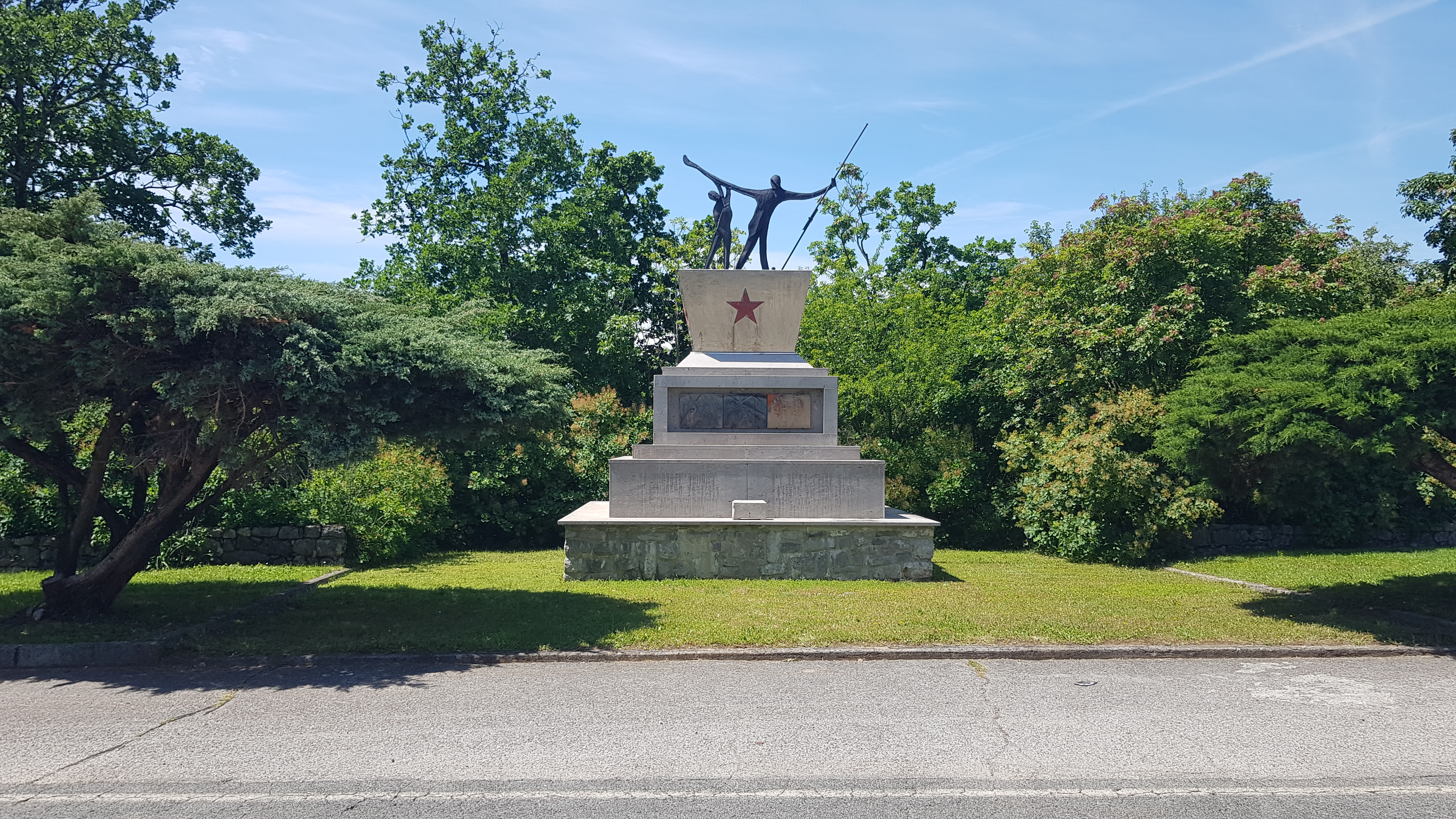

Sulla strada tra Opacchiasella e il confine tra Italia e Slovenia si trova il Monumento partigiano dedicato ai caduti garibaldini del battaglione triestino d'assalto, partigiani italiani che combatterono insieme ai partigiani sloveni contro i nazisti.
Fu ideato nel 1975 da Renzo Moreu, artista scomparso nel 2015, su commissione della Presidenza dell’allora Repubblica di Jugoslavia. Il monumento fu inaugurato nel 1978 ed è costituito da 4 livelli sovrapposti che culminano in un elemento scultoreo che ricorda il profilo di una bara, decorata con una stella rossa sul fronte e sormontata da due figure bronzee. 
Sul secondo livello a partire dal basso vi sono incise su ogni lato frasi epiche in lingua slovena ed italiana che incitano alla Resistenza; mentre su ogni lato del terzo livello sono apposti tre pannelli figurativi di Moreu realizzati in terracotta brunita.